# HMS Marlborough (1912)
El HMS Marlborough fue un acorazado de la Royal Navy que pertenecía a la clase Iron Duke. Se lo bautizó en memoria de John Churchill, primer duque de Marlborough.

## Historial
Su quilla fue puesta sobre las gradas de Devonport Dockyard, y fue botado el 24 de octubre de 1912, finalizaron su obras y entró en servicio en junio de 1914.
Durante la Primera Guerra Mundial, sirvió en la primera escuadra de batalla de la Gran flota, con base en Scapa Flow. Participó en la batalla de Jutlandia, entre el 31 de mayo y el 1 de abril de 1916, donde fue impactado por un torpedo, que mató a dos tripulantes, e hirió a otros dos.
En 1919, durante la Guerra Civil Rusa el Marlborough permaneció activo en el mar Negro y, bajo las órdenes de Jorge V, rescató a la tía de este, la emperatriz viuda María Feodorovna, y otros miembros de la Familia Imperial Rusa, incluido el Gran Duque Nicolás Nikolayevich de Rusia y al Príncipe Félix Yusúpov.
Siguiendo las directrices de los tratados navales suscritos por Gran Bretaña, fue vendido para desguace en 1932.